# اتیل استرنول
اتیل استرنول، اتیلو استرنول یا اورابولین (به انگلیسی: Ethylestrenol)یک استروئید آنابولیک است. این ترکیب دارای خواص آزمایشگاهی ذیل است:
پودر کریستالی سفید رنگ، غیرقابل حل در آب، قابل حل در الکل، کلروفرم و اتر، نگهداری در دمای زیر ۱۵ درجه و دور از نور.
فرم‌های تجارتی این دارو بیشتر به صورت قرص‌های ۲ میلی‌گرمی است.